# Juan Atilio Bramuglia
Juan Atilio Bramuglia (Chascomús, 1 de enero de 1903-Buenos Aires, 4 de septiembre de 1962) fue un abogado, político y diplomático argentino. Se desempeñó como ministro de Relaciones Exteriores de su país entre 1946 y 1949, bajo la presidencia de Juan Domingo Perón. Como abogado sindical de ideas socialistas influyó decisivamente en la creación del peronismo. Raanan Rein lo califica como «el más eminente y talentoso de los ministros de la primera presidencia de Juan Perón».

## Biografía

### Primeros años y carrera
Hijo de inmigrantes italianos, su padre trabajó en el Ferrocarril del Sud. En 1925 se recibió de abogado en la Universidad de Buenos Aires. Comenzó su carrera como abogado de la Unión Ferroviaria, el sindicato más poderoso de Argentina en ese tiempo, desempeñándose como abogado jefe entre 1929 y 1949. Juan Atilio Bramuglia para esta época ya era un hombre conocido dentro del movimiento gremial. Era reconocido por su militancia en el Partido Socialista, su labor en defensa de obreros encarcelados durante el régimen de Ortiz, y sobre todo, su trabajo como asesor letrado en la Unión Ferroviaria, donde se constituyó como la "cabeza política" del gremio y en la "eminencia gris" de José Domenech.
Bramuglia estaba afiliado al Partido Socialista, su padrino político había sido Mario Bravo. También se inició en la masonería, en la logia Unión Justa, a la que estaban afiliados una gran cantidad de dirigentes socialistas. Se ocupó de asuntos como el divorcio en las clases asalariadas, las jubilaciones y pensiones, los abusos cometidos contra los trabajadores, etc. Sostenía que la previsión social debía formar parte integrante del salario del obrero por su trabajo y ponía de ejemplo la experiencia de los gobiernos socialistas europeos. Le recomendó al gremio ferroviario fundar bibliotecas populares y fomentar la asimilación del trabajador extranjero mediante escuelas obreras en las que se enseñara el idioma nacional, geografía, historia, leyes laborales, además de ofrecer capacitación profesional, conciertos, programas de radio, y publicaciones. 
Partidario del régimen republicano y del sistema democrático, por simpatizar con la República Española y con la Liga Argentina por los Derechos del Hombre se lo acusó de "comunista prontuariado".
Bramuglia, junto con Ángel Borlenghi y Francisco Capozzi, formó el grupo inicial vinculado al sindicalismo que en 1943 decidieron establecer contacto con jóvenes militares participantes de la Revolución del 43 con el fin de formar una alianza de tipo laborista que originó el peronismo. Las gestiones de Borlenghi y Bramuglia y las necesidades de Perón de contar con una base propia fueron claves para llegar al decreto del 2 de octubre de 1945, de plenos derechos para los sindicatos. Uno de esos derechos era el de participar en política. El nexo buscado por los sindicalistas fue el teniente coronel Domingo Mercante, debido a que su padre había sido dirigente sindical de la poderosa Unión Ferroviaria.

### Dirección de Previsión Social
Esta alianza resultaría en el desarrollo de la primera relación entre el entonces Departamento de Trabajo y los sindicatos, principalmente la CGT N.º 1. Bramuglia redactó la propuesta de Perón para que dicho departamento fuera elevado al nivel de secretaría, decisión realizada en noviembre de 1943. En 1944 fue nombrado Director del Departamento de Previsión Social de la Secretaría de Trabajo y Previsión (STyP), dirigida por Perón. Su departamento incluyó distintas áreas, entre ellas: lucha contra la desocupación; jubilaciones y pensiones; fomento del ahorro; política migratoria; y protección del aborigen, entre otras.
En ese cargo, redactó muchas de las leyes laborales, leyes de pensiones y beneficios sociales cuya promulgación le otorgaría a Perón un apoyo duradero de la clase trabajadora argentina. Buscó también desarrollar tareas culturales y educativas en los sindicatos y hasta se ocupó de cuestiones como el tiempo libre y el descanso de los trabajadores. Además estuvo a cargo de la caja nacional de Jubilaciones y Pensiones Civiles, como interventor, y fue vocal de la Caja Nacional de Ahorro Postal.

### Interventor de la provincia de Buenos Aires
Sus esfuerzos y el papel primordial del vicepresidente Perón en el gobierno del general Edelmiro Farrell le valieron a Bramuglia el nombramiento de interventor federal de la provincia de Buenos Aires en enero de 1945. En su mandato promovió el mejoramiento de la legislación educativa y laboral, aunque su asociación con Perón provocó su destitución por el presidente Farrell en el mes de septiembre, en medio de una lucha de poder latente con el popular vicepresidente.
Había regresado a su puesto de abogado de la Unión Ferroviaria cuando, el 13 de octubre, Perón fue arrestado. Eva Duarte (en ese entonces pareja del vicepresidente), recurrió a la perspicacia jurídica de Bramuglia para obtener ayuda durante la crisis. Él, sin embargo, creía que una demanda sería contraproducente y rechazada; aunque Perón fue liberado después de las manifestaciones masivas del 17 de octubre, esta decisión de Bramuglia le ganó la enemistad de la influyente futura primera dama.

### Ministro de Relaciones Exteriores

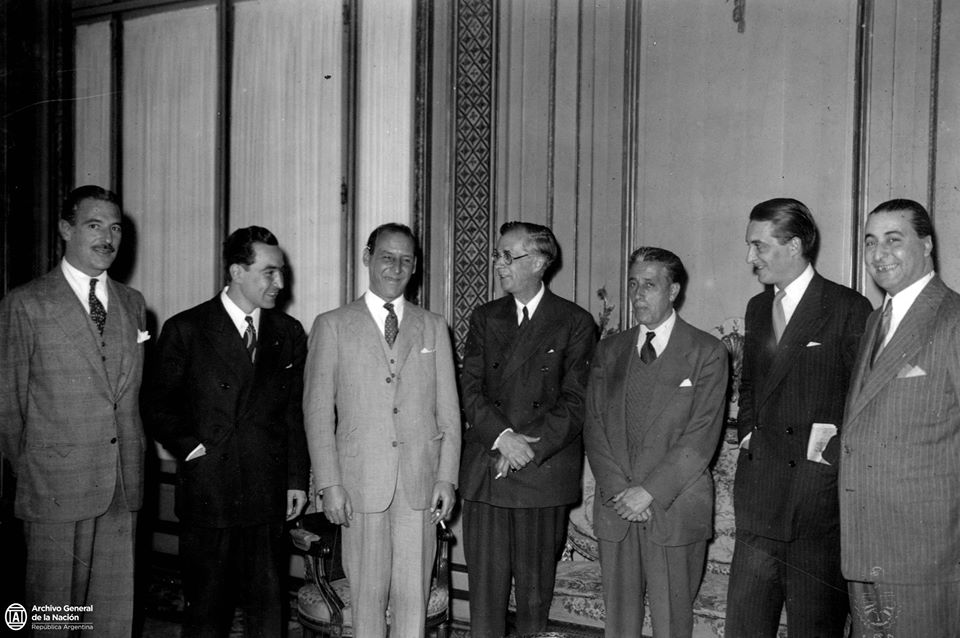
Entrevista de Bramuglia (tercero desde la izquierda) con el director de la Unesco, Julian Huxley (1948).

Entre 1946 y 1949 fue Ministro de Relaciones Exteriores, durante la primera presidencia de Juan Perón, cartera desde la cual a Bramuglia le «era imposible hacer ningún tipo de acumulación política propia»; ya que él había aspirado en privado a convertirse en Ministro de Trabajo, considerándolo como el puesto más importante para la formulación de políticas en el nuevo gobierno. En su cargo de Canciller, llevó adelante una política llamada de tercera posición, de equilibrio entre Estados Unidos y la Unión Soviética enfrentadas en la Guerra Fría. Estableció relaciones diplomáticas, comerciales y culturales con la Unión Soviética, facilitando la venta de granos a dicho país, y fomentó un acercamiento con los Estados Unidos.
En lo que respecta a las relaciones con este último país, las mismas se tensaron después de la Segunda Guerra Mundial, cuando el embajador de Estados Unidos Spruille Braden, emitió un informe con acusaciones de que Perón había coludido con las derrotadas potencias del Eje. En consecuencia, Bramuglia puso fin a la política de sus predecesores de impedir las iniciativas estadounidenses en la Unión Panamericana. En ese marco participó en la Conferencia Interamericana para el Mantenimiento de la Paz y la Seguridad del Continente, inaugurada el 15 de agosto de 1947 en Petrópolis (Brasil) donde tuvo un papel destacado para sentar allí las bases para el Tratado Interamericano de Asistencia Recíproca. Esto le implicó la oposición de muchos peronistas, ya que el tratado promovió la influencia estadounidense en la política exterior de otras naciones americanas. Bramuglia también hizo esfuerzos personales para fomentar buenas relaciones con los diplomáticos estadounidenses.
Sus disputas con la primera dama, Eva Perón, y con su sector político, así como aquellas con el embajador argentino en los Estados Unidos, Jerónimo Remorino, y el embajador ante las Naciones Unidas, José Arce, llevaron a Bramuglia a presentar reiteradamente su renuncia al Presidente, quien aceptó el 11 de agosto de 1949 tras el sexto intento del ministro. Posteriormente retornó a su cátedra de Derecho del Trabajo en la Universidad de Buenos Aires.

#### Rol en Naciones Unidas
Previamente, como canciller participó en la tercera sesión de la Asamblea General de las Naciones Unidas reunida en París en 1948 y fue presidente del Consejo de Seguridad de las Naciones Unidas en octubre del mismo año -Perón prefirió la participación del canciller antes que la del embajador Arce-.
Aceptó el puesto durante el momento álgido de las tensiones sobre el bloqueo de Berlín impuesto por la Unión Soviética. Este, fue el primer conflicto que trató el Consejo de Seguridad tras su creación. Bramuglia adoptó la posición de que las demandas soviéticas con respecto al uso del marco alemán en Berlín podrían abordarse, y durante su breve mandato, logró que las cuatro potencias involucradas en el conflicto (Estados Unidos, Unión Soviética, Reino Unido y Francia) conformaran un comité para resolver los puntos de disputa más relevantes. Permaneció activo encabezando las negociaciones posteriores, a pesar de la oposición del Secretario de Estado estadounidense George Marshall. En diciembre del mismo año realizó la primera reunión conjunta sobre la crisis junto al secretario Marshall, el viceministro de Asuntos Exteriores soviético Andréi Vyshinski y el Secretario de Asuntos Exteriores británico Ernest Bevin. Después de estas y otras conversaciones, así como del éxito del puente aéreo de Berlín, el bloqueo se levantó el 12 de mayo de 1949.
Durante las negociaciones, Bramuglia reivindicó la idea de «paz duradera» y remarco la oposición argentina al derecho de veto de las grandes potencias. Debido a su trabajo como mediador entre Estados Unidos y la Unión Soviética, Perón le escribió que parecía «un David entre dos Goliat». También le escribió:

La recomendación me parece muy buena, muy justa y bien buscada. Aunque no resulte, nosotros quedaremos bien. Como usted dice, yo también creo que Naciones Unidas no es para resolver nada sino para preparar climas o estados ambientales. Por eso, como usted, creo que es fundamental, allí, dejar a la Argentina bien.

### Unión Popular
Tras el golpe de Estado militar que derrocó e ilegalizó al peronismo, en 1955, Bramuglia estableció comunicaciones con el primer dictador instalado después del golpe, el general Eduardo Lonardi. Lonardi estuvo de acuerdo, y consideró activamente nombrarlo para el cargo de Ministro de Trabajo, el cual le había sido negado una década antes. La jugada fracasó cuando Lonardi fue destituido de su cargo a los pocos meses. Bramuglia luego fue brevemente arrestado, aunque su amistad con numerosos policías, así como con el nuevo ministro de Guerra, el general León Bengoa, lo protegerían contra nuevas detenciones y contra numerosas amenazas de muerte posteriores. Durante la dictadura de Pedro Eugenio Aramburu, Bramuglia emitió declaraciones conciliatorias en varias revistas de noticias, incluida en la altamente antiperonista Ahora. En julio de 1956 sería arrestado por orden de Aramburu permaneciendo 7 meses en prisión en el buque París junto a sus dos hijos.
Fue fundador del partido Unión Popular (UP), un fallido intento de desarrollar un partido político alternativo al peronismo proscripto, el neoperonismo. La UP adoptó los principios peronistas del nacionalismo y la socialdemocracia, que o recibió un impulso significativo cuando Alejandro Leloir el último presidente del comité ejecutivo del Partido Peronista antes del derrocamiento de Perón, se unió a la UP. Bramuglia no fue el único líder neoperonista que surgió en 1955; estos también incluyeron a Cipriano Reyes, quien formó el Partido Laborista, y Vicente Saadi, quien formó el Partido Populista presentándose en las elecciones a la convención constituyente de 1957 (encargada de reemplazar la constitución de 1949).
Leloir pronto se convirtió en un rival dentro de la UP, y Bramuglia se vio obligado a cancelar su participación en las elecciones del 28 de julio. Su alianza resistió a pesar de esto, y candidateó a Leloir para las próximas elecciones presidenciales de 1958. Sin embargo, el apoyo de Perón a Arturo Frondizi, persuadió a Leloir a retirarse. El hecho no dejó a Bramuglia más remedio que solicitar votar en blanco.
En las elecciones de marzo de 1962 conformó una alianza con el influyente líder sindical de la industria textil, Andrés Framini, quien se presentó como candidato a gobernador de la provincia de Buenos Aires por la UN. Esta candidatura recibió el respaldo de Perón, quien creía que estas elecciones le darían al peronismo un papel en el gobierno. Junto a Francisco Marcos Anglada, como compañero de fórmula, el lema no oficial de Framini era inequívoco: «¡Framini-Anglada, Perón a la Rosada!». Tras el triunfo peronista, las elecciones fueron anuladas.
Bramuglia falleció en septiembre de ese año a los 59 años de edad.